# Đặng Thị Ngọc Thịnh
Đặng Thị Ngọc Thịnh (Duy Trinh, 25 dicembre 1959) è una politica vietnamita, Vicepresidente della Repubblica Socialista del Vietnam dal 2016 al 2021. In questa carica è stata Presidente ad interim dal 21 settembre al 23 ottobre 2018 a seguito della morte del Presidente Trần Đại Quang.
Fa parte del Partito Comunista del Vietnam dal 1979.